# مبادرة بورلوج العالمية للصدأ
تأسست مبادرة بورلوج العالمية لمكافحة الصدأ (بالإنجليزية: Borlaug Global Rust Initiative)‏ استجابةً لتوصيات لجنة من الخبراء الدوليين الذين اجتمعوا للنظر في الاستجابة للتهديد الذي يمثله الإمداد الغذائي العالمي الذي تشكله سلالة صدأ الساق Ug99. تم تغيير اسم مبادرة بورلوج العالميّة للصدأ إلى مبادرة بورلوج جلوبال روست (بالإنجليزية: Borlaug Global Rust)‏ تكريما لرائد الثورة الخضراء والحائز على جائزة نوبل للسلام الدكتور نورمان بورلوج الذي عمل على تأسيس وقيادة مبادرة الصدأ العالمية. هدف مبادرة بورلوج العالميّة للصدأ الشامل هو الحد بشكل منهجي من تعرض العالم لصدأ الساق والدعوة لتسهيل وتطوير نظام دولي مستدام لاحتواء خطر صدأ القمح ومواصلة التحسينات في الإنتاجية المطلوبة لتحمل المستقبل التهديدات العالمية للقمح.

## اللجنة التنفيذية
- الرئيس : جيني بورلوج لوب

### الأعضاء الدائمين
هذه قائمةٌ بالأعضاء المتناوبون في المبادرة:
- روني كوفمان (جامعة كورنيل)، نائب رئيس مبادرة بورلوج العالميّة للصدأ
- مارتن كروب، المدير العام
- تريلوشان موهاباترا، المدير العام للمجلس الهندي للبحوث الزراعية،
- محمود الصلح مدير عام إيكاردا
- كلايتون كامبانهولا، مدير نظم الدعم الزراعي في منظمة الأغذية والزراعة

### الأعضاء المتناوبون
- جون مانرز، مدير هيئة البحوث الأسترالية
- ديفيد وول، القائم بأعمال مدير البحث والتطوير والتكنولوجيا والزراعة والأغذية الزراعية في كندا
- هواجين تانج، نائب الرئيس للتعاون الدولي، الأكاديمية الصينية للعلوم الزراعية
- لين لانج، مدير البحوث، جامعة البورك، الدنمارك
- فينتاهون مينجيستو، المدير العام للمعهد الإثيوبي للبحوث الزراعية
- عبد المنعم البنا، رئيس المركز المصري للبحوث الزراعية
- إسكندر زاند، نائب الوزير ورئيس منظمة البحوث الزراعية والتعليم والإرشاد، إيران
- إليود كيريجير، المدير العام، منظمة البحوث الزراعية والحيوانية في كينيا
- معصوم بوراك، مدير عام المديرية العامة للبحوث الزراعية، تركيا
- افتخار أحمد، رئيس مجلس البحوث الزراعية الباكستاني
- خوسيه كوستا، نائب المدير، إنتاج المحاصيل وحمايتها، وزارة الزراعة الأمريكية
- ألفارو رويل، رئيس فرع الأوروغواي